# Goose Creek (Kentucky)
Goose Creek város az USA Kentucky államában, Jefferson megyében. Lakosainak száma 303 fő (2020. április 1.).

## Népesség
A település népességének változása:
| Lakosok száma | 272  | 294  | 303  |
|               | 2000 | 2010 | 2020 |